# Derrick Williams
Derrick LeRon Williams (La Mirada, California, 25 de mayo de 1991) es un jugador de baloncesto estadounidense que pertenece a la plantilla del Panathinaikos BC de la A1 Ethniki de Grecia. Con 2,03 metros de estatura, juega en la posición de alero.

## Trayectoria deportiva

### Universidad
Tras pasar sus primeros años en su California natal, Williams se enroló en la Universidad de Arizona donde jugó durante dos temporadas con los Wildcats, donde destacaría desde el inicio. En su primer año con los Wildcats, se iría hasta más de 15 puntos por partido, cifra que aumentaría en su segundo año, acumulando 18.5 puntos y 8.3 rebotes, liderando la liga en tiros de campo.

### Profesional
Fue elegido en la segunda posición del 2011 por Minnesota Timberwolves. Sus inicios en la franquicia están marcados en clave española por su conexión con Ricky Rubio, en especial por los alley-oops que completaba con sus pases.
Dos temporadas después, sería traspasado a Sacramento Kings, donde jugó durante dos temporadas más. Williams completaría su experiencia NBA con etapas en New York Knicks (2015-16), Miami Heat (2016-17), Cleveland Cavaliers (2017) y Los Angeles Lakers (2018). Williams completaría su estancia en la NBA con 428 partidos en 7 temporadas.
Entre Cleveland y Los Ángeles llegaría su primera etapa fuera de los Estados Unidos, siendo parte de la Liga China en las filas de Tianjin Golden Lions, donde promediará más de 20 puntos por partido.
En 2018 se produce su llegada al Viejo Continente en las filas del Bayern Munich para convertirse ser la cara visible del proyecto germano en la Euroleague. Con Williams como uno de los grandes referentes, Bayern pelea durante toda la temporada por colarse entre los 8 mejores equipos de la competición, en la que Williams 13.4 puntos por partido. En la liga doméstica, logra el título de campeón de la BBL alemana.
En verano de 2019, firma por el Fenerbahçe Spor Kulübü para jugar a las órdenes de Željko Obradović.
En julio de 2020, se compromete con el Valencia Basket de la Liga Endesa.
El 1 de julio de 2021, firma por el Maccabi Tel Aviv Basketball Club de la Ligat Winner.

## Estadísticas de su carrera en la NBA

### Temporada regular
| Año     | Equipo      | PJ  | PT  | MPP  | %TC  | %3P  | %TL   | RPP | APP | ROB | TPP | PPP  |
| ------- | ----------- | --- | --- | ---- | ---- | ---- | ----- | --- | --- | --- | --- | ---- |
| 2011-12 | Minnesota   | 66  | 15  | 21.5 | .412 | .268 | .697  | 4.7 | .6  | .5  | .5  | 8.8  |
| 2012-13 | Minnesota   | 78  | 56  | 24.6 | .430 | .332 | .706  | 5.5 | .6  | .6  | .5  | 12.0 |
| 2013-14 | Minnesota   | 11  | 0   | 14.7 | .352 | .133 | .875  | 2.4 | .1  | .4  | .4  | 4.9  |
| 2013-14 | Sacramento  | 67  | 15  | 24.7 | .437 | .286 | .708  | 4.4 | .8  | .7  | .2  | 8.5  |
| 2014-15 | Sacramento  | 74  | 6   | 19.8 | .447 | .314 | .684  | 2.7 | .7  | .5  | .1  | 8.3  |
| 2015-16 | New York    | 80  | 9   | 17.9 | .450 | .293 | .758  | 3.7 | .9  | .4  | .1  | 9.3  |
| 2016-17 | Miami       | 25  | 11  | 15.1 | .394 | .200 | .620  | 2.9 | .6  | .4  | .2  | 5.9  |
| 2016-17 | Cleveland   | 25  | 0   | 17.1 | .505 | .404 | .692  | 2.3 | .6  | .2  | .1  | 6.2  |
| 2017-18 | L.A. Lakers | 2   | 0   | 4.5  | .250 | .000 | .000  | .5  | .0  | .0  | .0  | 1.0  |
| Total   | Total       | 428 | 112 | 20.7 | .434 | .300 | .7100 | 4.0 | .7  | .5  | .3  | 8.9  |

### Playoffs
| Año     | Equipo    | PJ | PT | MPP | %TC  | %3P  | %TL   | RPP | APP | ROB | TPP | PPP |
| ------- | --------- | -- | -- | --- | ---- | ---- | ----- | --- | --- | --- | --- | --- |
| 2016-17 | Cleveland | 8  | 0  | 4.8 | .533 | .600 | 1.000 | .4  | .5  | .0  | .1  | 2.6 |
| Total   | Total     | 8  | 0  | 4.8 | .533 | .600 | 1.000 | .4  | .5  | .0  | .1  | 2.6 |